# Saulakopf

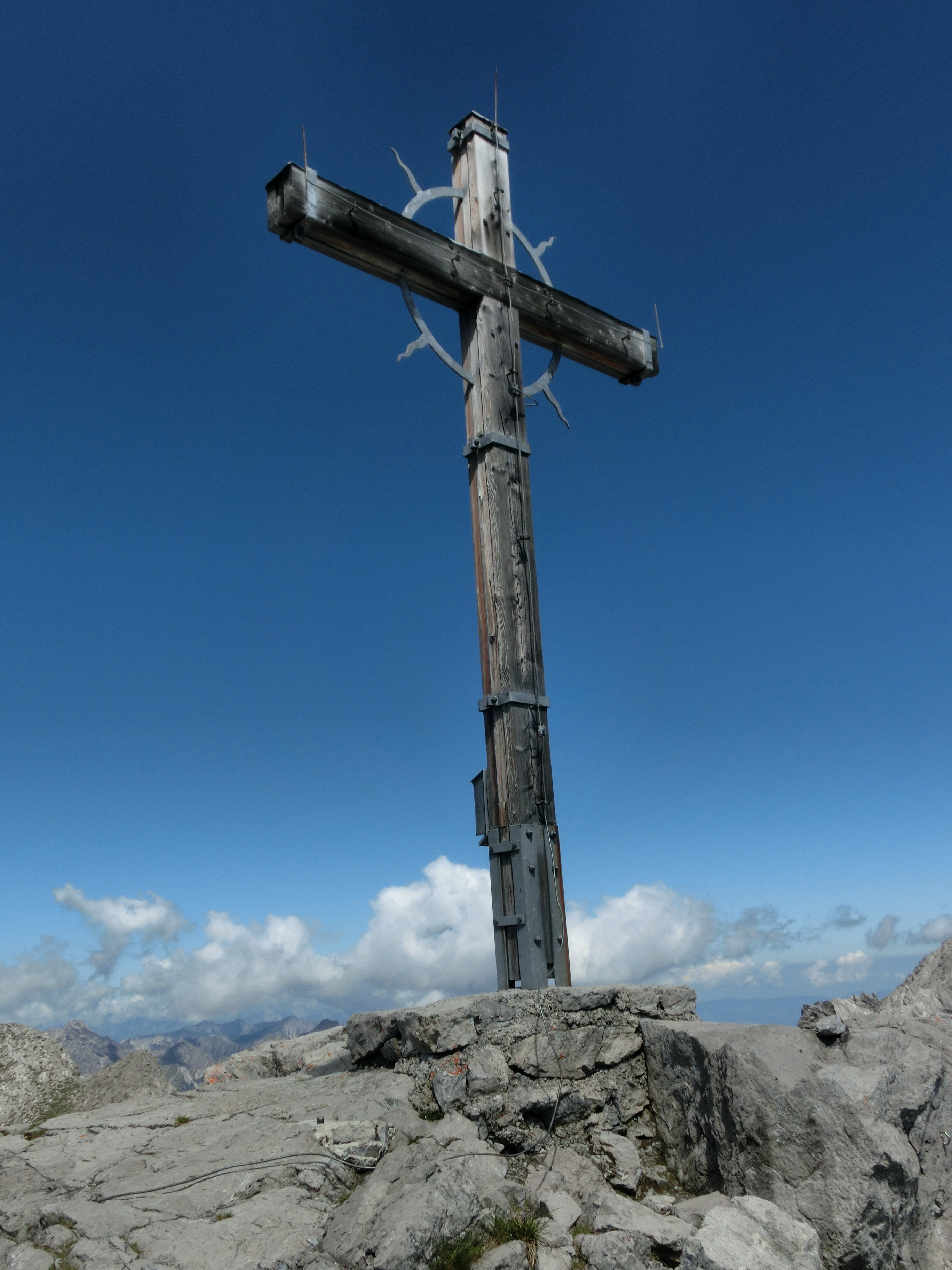
Gipfelkreuz

Der Saulakopf, auch Saulenkopf genannt, ist ein 2517 m ü. A. hoher Berg der Zimbagruppe im Rätikon, einem Gebirge der westlichen Zentralalpen im österreichischen Bundesland Vorarlberg. Er besitzt durch seine massige Größe am westlichen Ende des Rellstals eine große geografische Dominanz nach Osten hin, die durch seine über 400 Meter hohe Ostwand begründet ist. Seine Südflanke erscheint als schroffer Fels; nach Westen verläuft ein stark gezackter Grat mit einem Nebengipfel, dem 2498 Meter hohen Saulaköpfli. Die leicht zu besteigende Nordflanke bildet eine flache, maximal 35° geneigte Abdachung. Der Berg ist auf Grund seiner günstigen Lage und leichten Besteigbarkeit ein oft begangenes Ausflugsziel. Genaue Angaben zu einer Erstbesteigung des Saulakopfs im 19. Jahrhundert liegen nicht vor.

## Umgebung
Der Saulakopf gehört zur Zimbagruppe und liegt etwa vier Kilometer Luftlinie südöstlich des Touristenorts Brand im Brandnertal und gut sieben Kilometer westlich von Vandans im Montafontal. Benachbarte Berge sind im Süden, getrennt durch den alpinen Wegübergang Saulajoch auf 2065 Metern Höhe, der nördlich oberhalb des Lünersees liegende Schafgafall mit 2414 Metern Höhe, im Norden, verbunden durch einen nach Westen und Norden geschwungenen Grat, liegt die 2557 Meter hohe Brandner Mittagsspitze und nordöstlich schließlich, jenseits des Kanzlatälis, der Hauptberg der Gruppe, die 2643 Meter hohe Zimba.

## Stützpunkte und Wege
Stützpunkt für eine Besteigung der Zimbagruppe ist die oberhalb des Rellstals auf 1766 Metern Höhe gelegene Heinrich-Hueter-Hütte. Der Normalweg auf den Saulakopf führt von der Hütte aus in zunächst nordwestlicher Richtung hinauf ins Kanzlatäli, dann nach Westen und Süden über Geröll und Schrofen zum Gipfelkreuz. Die Gehzeit beträgt laut Literatur gut zwei Stunden. Im Winter ist dies eine leichte und beliebte Skitour. Vom südlich gelegenen Saulajoch aus wurde 1970 ein Steig bis zum Gipfel errichtet, der stellenweise Seilversicherungen aufweist, der Saulakopfsteig. Die Gehzeit beträgt hier von der Hütte aus gut zweieinhalb Stunden. Ein weiterer Stützpunkt ist die am Nordufer des Lünersees liegende Douglasshütte (1973 m). Weitere Routen zum Saulakopf führen als klassische alpinistische Klettertouren durch die Ostwand in den Schwierigkeitsgraden UIAA II bis V-. Die Saulakopf-Ostwand wurde laut Literatur 1920 erstmals durchstiegen von P. Wisiol, Fräulein Martinek und E. Mathies.
Seit Juni 2007 führt auch ein Klettersteig (C/D Schlüsselstelle E) durch die Ostwand und den Südostgrat zum Gipfel.